# Codalithia quincuncialis
Codalithia quincuncialis là một loài bướm đêm trong họ Noctuidae.